# 양산보
양산보(梁山甫, 1503년~1557년 4월 18일(음력 3월 20일))는 조선 전기의 문신이다. 본관은 제주, 자는 언진(彦鎭), 호는 소쇄옹(瀟灑翁)이다.

## 생애
총명하고 단정한 성품으로 어렸을 때부터 스스로 글을 깨쳤다. 열다섯이 되던 해에 정암 조광조 문하에서 글공부를 하여 1519년 기묘년에 현량과에 급제하였으나 숫자를 줄여 뽑는 바람에 낙방하였다. 이를 안타깝게 여긴 중종이 그를 친히 불러 위로의 말과 함께 지필묵을 하사하였다. 그해 겨울에 기묘사화가 일어나 조광조가 화순 능주로 유배되어 사약을 받고 죽자 원통함과 울분을 참을 수가 없어서 세상 모든 것을 잊고 산에 들어가겠다는 결심을 하였다. 이에 무등산 아래에 소쇄원이라는 별서정원을 짓고 두문불출하며 스스로를 소쇄옹이라 불렀다. 그 후에도 여러 번 벼슬길에 나갈 것을 권해왔으나 끝내 버티어 나가지 않고 한가롭게 산중에서 사람이 지켜야 할 도리를 연구하며 지냈다.